# Colomastix bastidai
Colomastix bastidai is een vlokreeftensoort uit de familie van de Colomastigidae. De wetenschappelijke naam van de soort is voor het eerst geldig gepubliceerd in 1993 door Alonso de Pina.